# 刘彤华
刘彤华（1929年11月13日—2018年7月8日），江苏无锡人，中国病理学家。

## 生平
1953年毕业于上海圣约翰大学医学院。1999年当选为中国工程院院士。